# Borore
Borore (sardinski: Bòrere) je grad i općina (comune) u pokrajini Nuoru u regiji Sardiniji, Italija. Nalazi se na nadmorskoj visini od 394 metra i ima 2 121 stanovnika.
 Prostire se na 42,68 km². Gustoća naseljenosti je 50 st/km².
Susjedne općine su: Aidomaggiore, Birori, Dualchi, Macomer, Norbello, Santu Lussurgiu i Scano di Montiferro.